# Phyllis Mudford King
Phyllis Mudford King (23 de agosto de 1905 - 27 de enero de 2006) fue una jugadora de tenis inglesa y la campeona viva de Wimbledon de mayor edad cuando falleció a los 100 años.
Phyllis Evelyn Mudford nació en 1905 en Wallington, Surrey. Fue educada en la Sutton High School, donde fue capitana de tenis, y una de las cuatro casas de la escuela lleva su nombre en su honor. Ganó el Campeonato de Dobles Femenino de Wimbledon en 1931 con su compañera Dorothy Shepherd-Barron, y participó por última vez en el torneo en 1953.
En 1931, ganó el título individual en los Campeonatos de Kent tras derrotar a Dorothy Round en la final en sets seguidos. En 1934, volvió a ganar el título venciendo a Joan Hartigan en la final. Jugó para Gran Bretaña en la Copa Wightman en 1930, 1931, 1932 y 1935.

## Matrimonio
Mudford se casó con Maurice Richard King en 1932.

## Finales de Grand Slam

### Dobles (1 título, 1 subcampeonato)
| Resultado | Año  | Campeonato | Superficie | Compañera               | Oponentes                    | Marcador      |
| --------- | ---- | ---------- | ---------- | ----------------------- | ---------------------------- | ------------- |
| Victoria  | 1931 | Wimbledon  | Césped     | Dorothy Shepherd-Barron | Doris Metaxa Josane Sigart   | 3–6, 6–3, 6–4 |
| Derrota   | 1937 | Wimbledon  | Césped     | Elsie Pittman           | Simonne Mathieu Billie Yorke | 3–6, 3–6      |